# Jamides aruensis
Jamides aruensis är en fjärilsart som beskrevs av Arnold Pagenstecher 1884. Jamides aruensis ingår i släktet Jamides och familjen juvelvingar. Inga underarter finns listade i Catalogue of Life.

## Bildgalleri

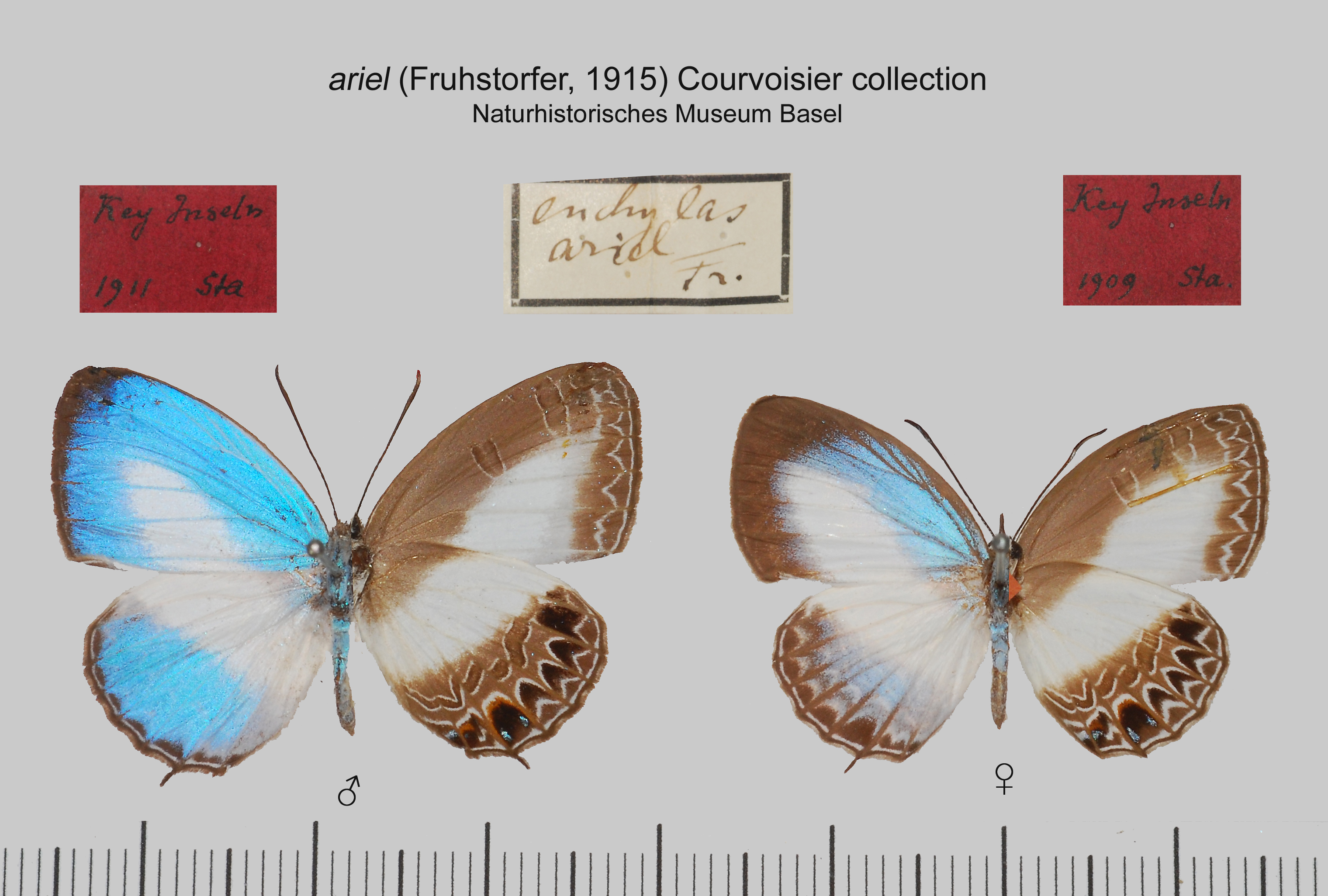
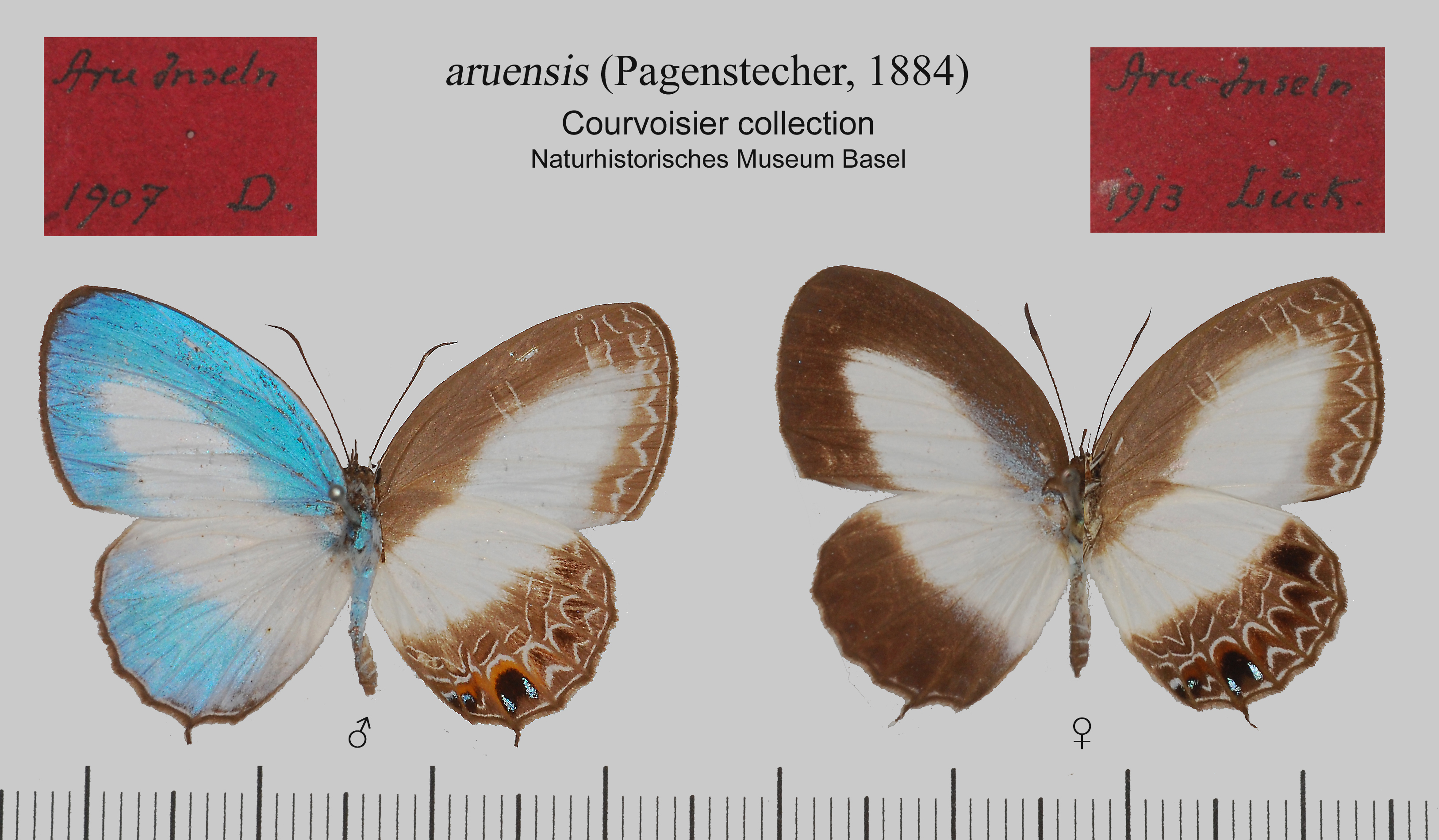
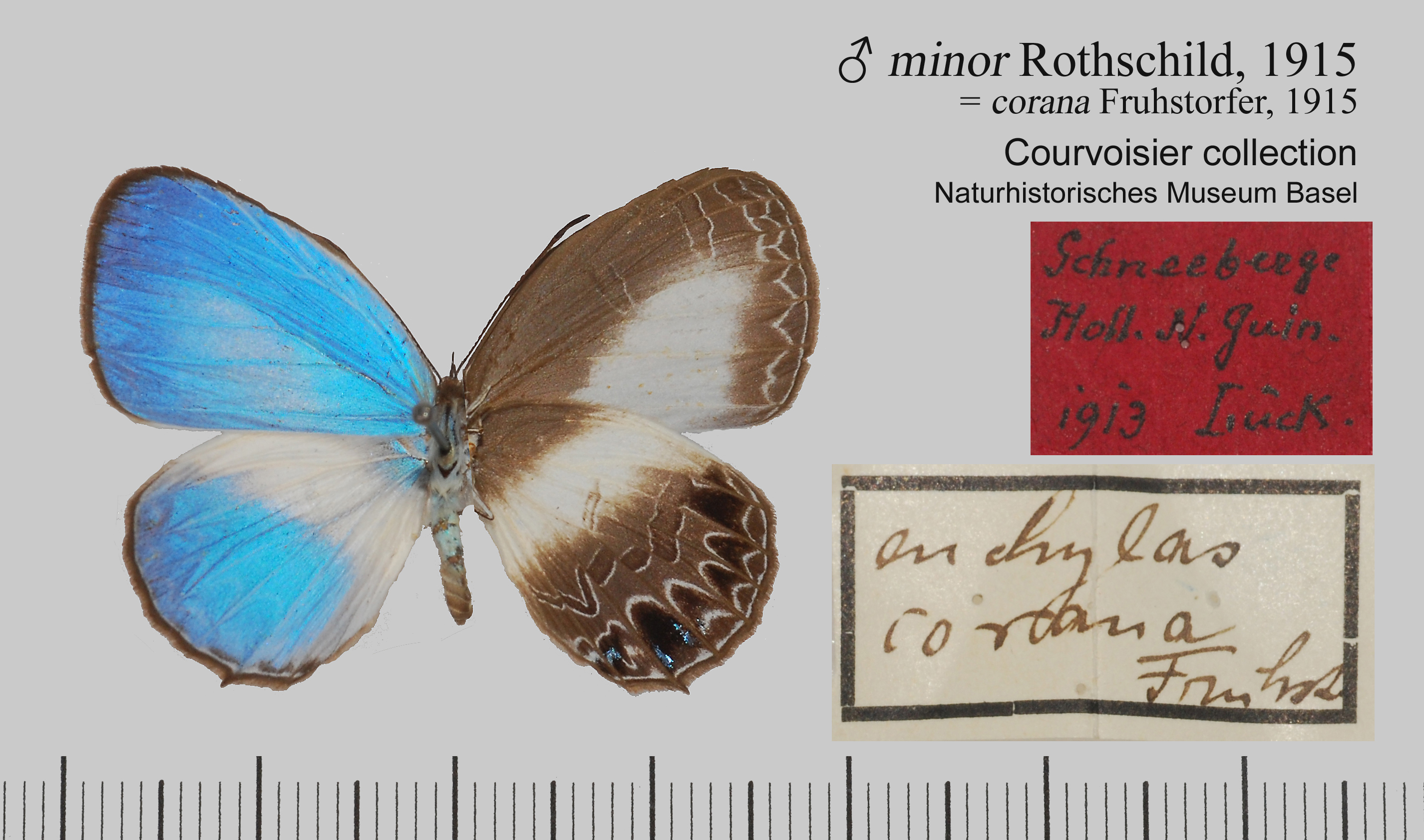